# Sea-Doo
Ne pas confondre avec l'article sur le véhicule nautique de loisir : motomarine (scooter des mers).
Sea-Doo est la division marine de la société Bombardier Produits récréatifs fabriquant des bateaux et motomarines de loisirs basée à Valcourt au Québec. La gamme de bateaux et motomarines est propulsée par un hydrojet qui déplace l'eau sous la coque. Grâce à ce mode de propulsion, la vitesse de ces engins dépasse les 100 km/h. À cause de leur diffusion, les marques de commerce Jet Ski, Sea-Doo et WaveRunner sont souvent employées comme termes génériques pour désigner une motomarine.

## Histoire

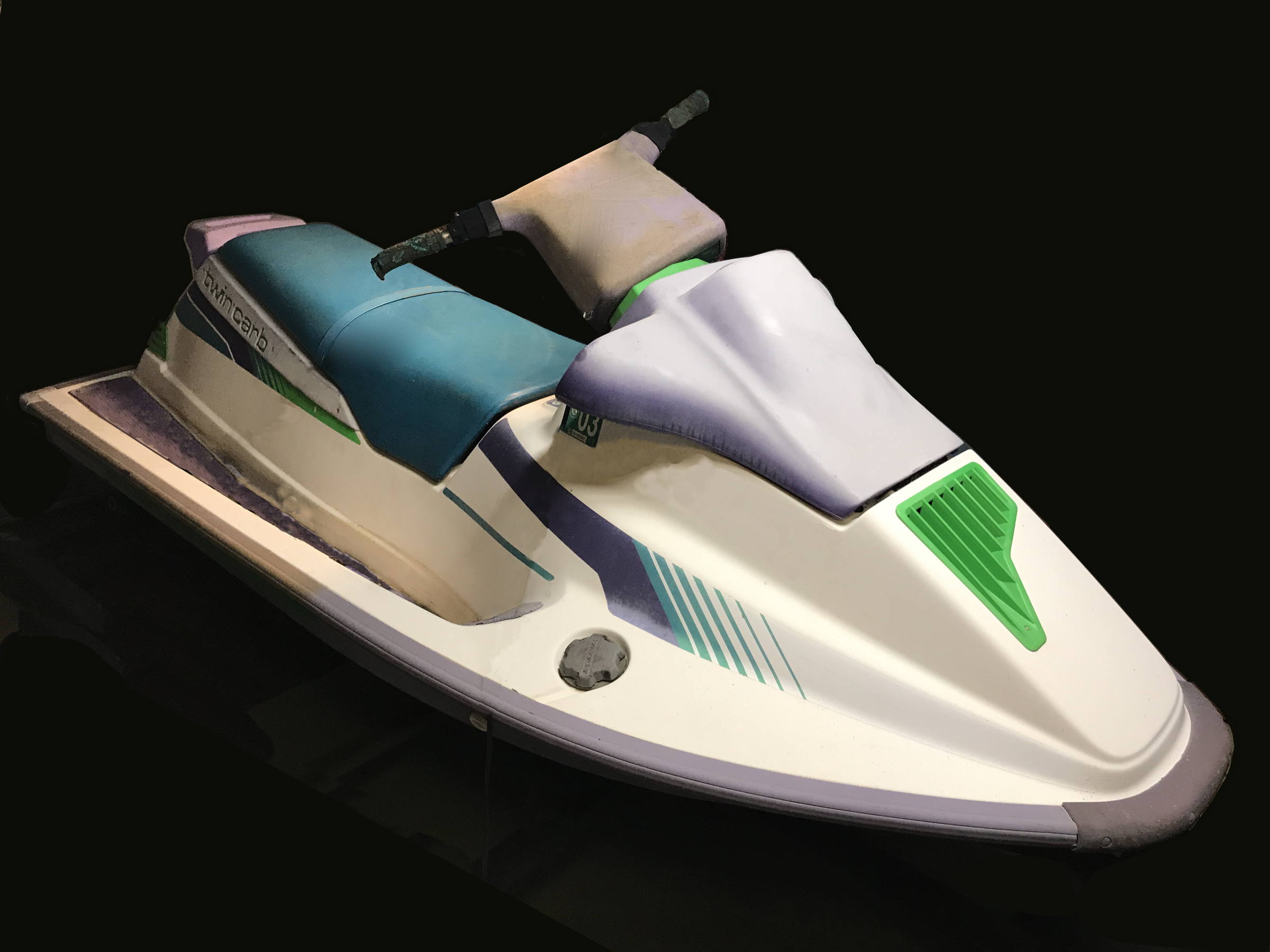
SeaDoo XP de première génération en 1992, la première motomarine à selle de performance.

Clayton Jacobson II, un avocat américain et avide amateur de motocyclettes rêvait de créer une machine pour faire du ski nautique sans avoir l'obligation d'être tiré par un bateau,. Ses premières versions étaient construites en aluminium et le guidon mobile n'existait pas. En 1967, il fut engagé par le constructeur de motoneiges Bombardier pour qui il créa en 1968 une motomarine assise, le Sea-Doo.
Cette motomarine avait une quille ronde et de petite largeur par rapport à sa longueur, lui donnant l'aspect d'une tortue quand la quille était immergée. Les ventes ne décollèrent pas avec un moteur de seulement 18 ch, une quille peu performante et des problèmes de fiabilité mécanique. Bombardier abandonna le projet en 1970 pour se concentrer sur son marché principal, les motoneiges, et rendit les droits de l'invention à Jacobson. Ce dernier fut alors approché par Kawasaki Heavy Industries (KHI) et vendit les droits d'usage de son brevet à la compagnie qui développa le Jet Ski en 1973, la première motomarine de type « à bras ».
Le Sea-Doo fut réintroduit en 1988 par Bombardier lors d'une période difficile pour l'entreprise, afin de diversifier son offre. En 1994, le premier Sea-Doo propulsé par un hydrojet est mis en marché. Les ventes annuelles ont dépassé 100 000 unités au cours de l'exercice 1995, date à laquelle la société produisait plus de la moitié du marché des motomarines. En 1997, l'entreprise a atteint 212 millions de dollars de vente pour le Sea-Doo,,. 
En 2007, la millionième motomarine sort des chaînes d'assemblage.

## Gammes 2011

### Bateaux
Challenger
- 180 SE
- 210 SE
- 230 SE

Speedster
- 150
- 200

Sport
- 210 SP
- 210 Wake
- 230 SP
- 230 Wake

### Motomarines

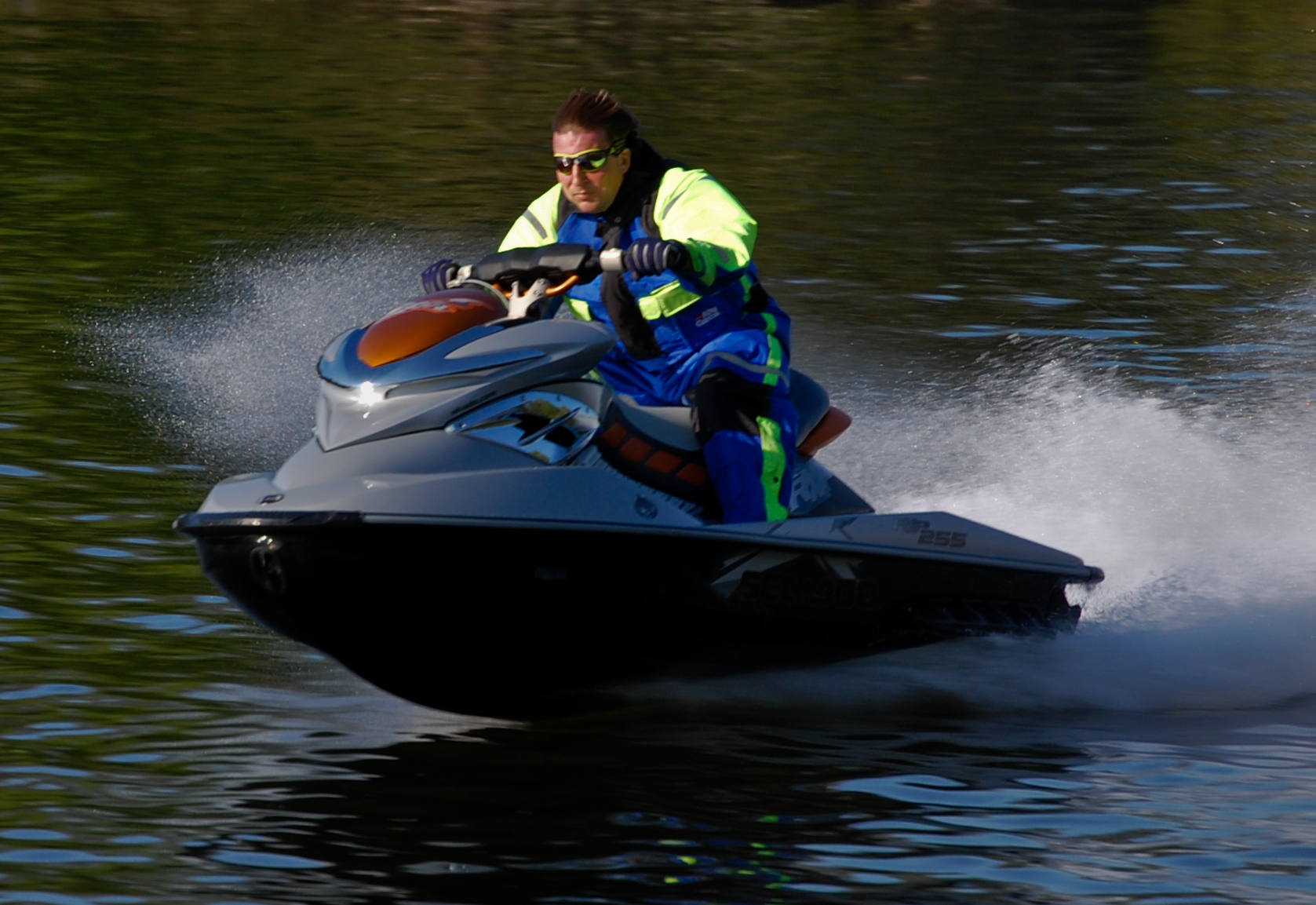
Modèle RXP-255.

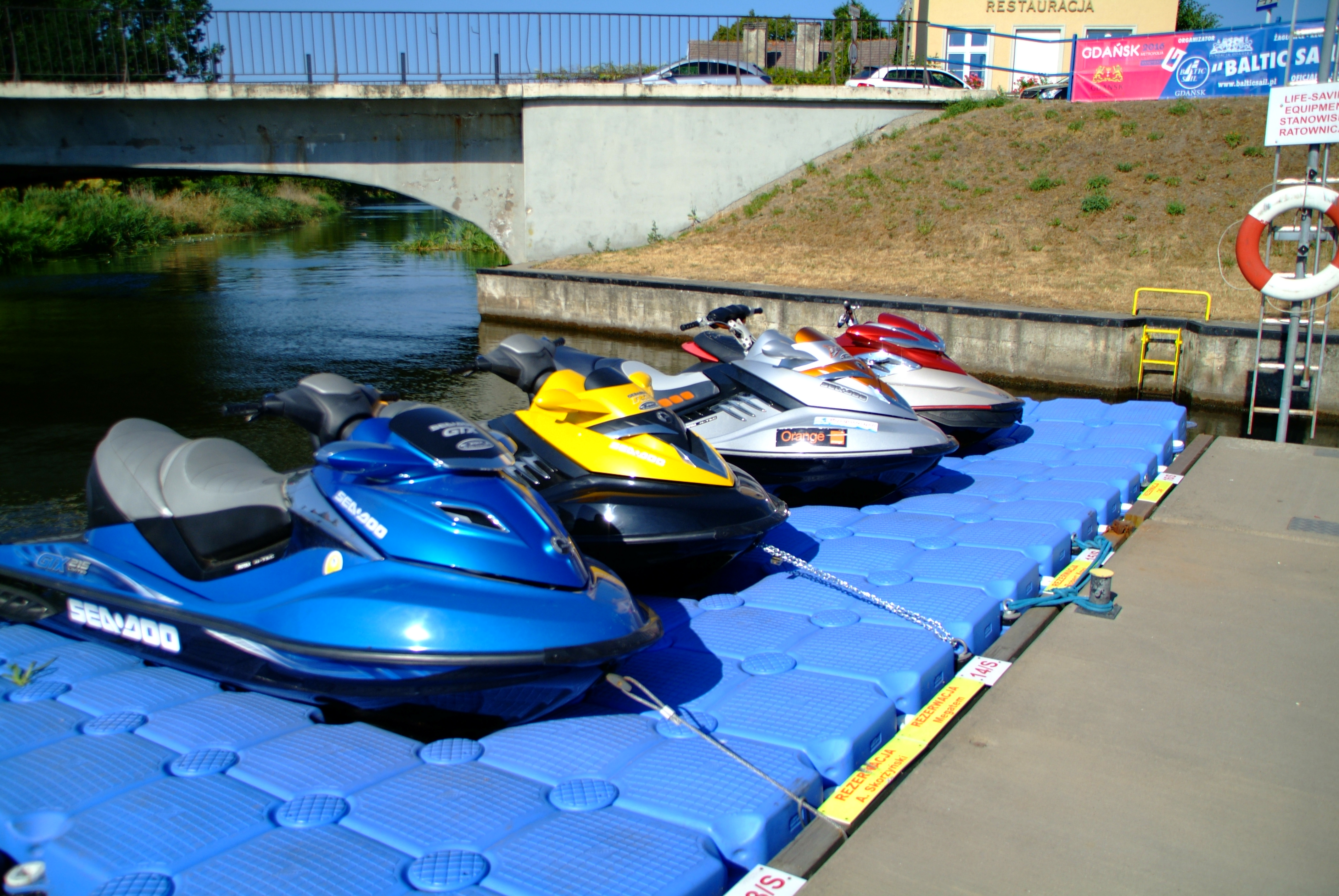
Groupe de Sea-Doo.

Plaisance
- GTS 130
- GTI 130
- GTI SE 155
- GTI Limited 155

Sport
- Wake 155
- Wake Pro 215

Performance
- GTR 215
- RXP-X-255
- RXT 260
- RXT-X 260 RS
- RXT-X aS 260

Luxe et performance
- GTX s 155
- GTX 215
- GTX is 260 Limited

Entrée de gamme
- Spark 900 ace 2 places
- Spark HO 900 ace 2 places
- Spark HO 900 ace 3 places
- Spark IBR HO 900 ace 2 places
- Spark IBR HO 900 ace 3 places
- Spark Trixx HO 900 ace 2 places